# Stazione di Tiergarten
La stazione di Tiergarten è una fermata ferroviaria della Stadtbahn di Berlino situata all'estremo ovest del Großer Tiergarten tra le stazioni Zoologischer Garten e Bellevue sulla Straße des 17. Juni, nel quartiere di Hansaviertel (distretto di Mitte). La stazione è servita dalle linee S3, S5, S7 e S9.

## Movimento
La fermata è servita dalle linee S 3, S 5, S 7 e S 9 della S-Bahn.